# Cheilosia pilifacies
Cheilosia pilifacies är en tvåvingeart som beskrevs av Peck 1971. Cheilosia pilifacies ingår i släktet örtblomflugor, och familjen blomflugor. Inga underarter finns listade i Catalogue of Life.